# 馬羅默區
18°17′27″S 35°56′43″E / 18.29083°S 35.94528°E

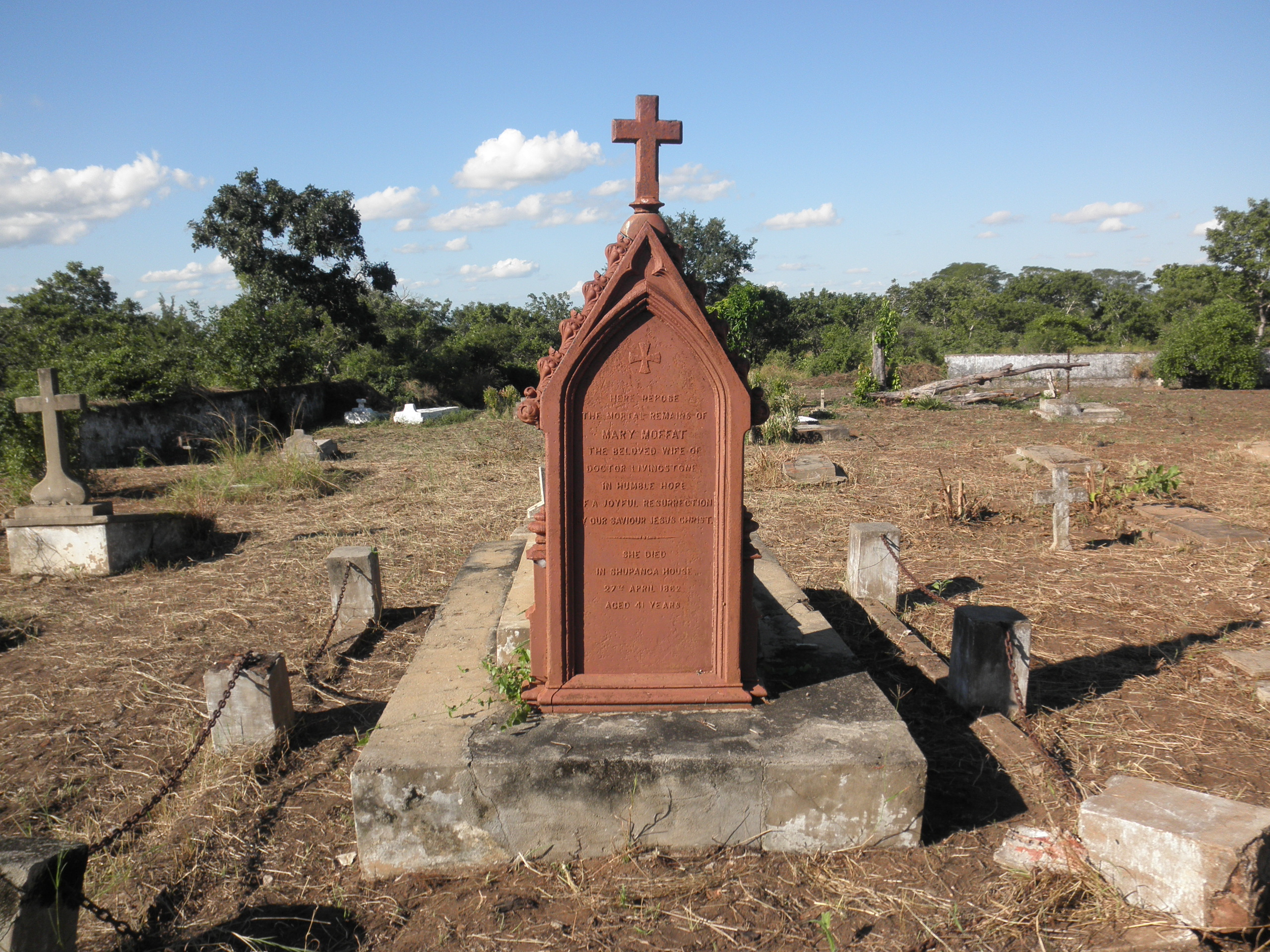

馬羅默區（葡萄牙語：Marromeu），是莫桑比克的行政區，位於該國中東部，由索法拉省負責管轄，首府設於馬羅梅烏，面積5,871平方公里，2007年人口119,718，人口密度每平方公里20人。